# Cryptohelcostizus genalis
Cryptohelcostizus genalis är en stekelart som beskrevs av Henry Keith Townes, Jr. 1962. Cryptohelcostizus genalis ingår i släktet Cryptohelcostizus och familjen brokparasitsteklar. Utöver nominatformen finns också underarten C. g. niger.